# Jacqueline Smith
Jacqueline Smith (sinh ngày 20 tháng 2 năm 1971) là công đoàn viên người Na Uy mang trong mình hai dòng máu Mỹ-Việt.
Chào đời tại tiểu bang Wyoming nước Mỹ có mẹ là người Mỹ gốc Việt và cha là người Na Uy. Ít lâu sau, bà cùng gia đình dọn sang sinh sống ở Na Uy, đầu tiên là Stavanger năm lên 8 tuổi rồi sau mới chuyển về Asker. Ban đầu bà theo học ngành luật, nhưng tự ý bỏ đại học vào làm người chia bài ở sòng bạc cho hãng Color Line. Về sau đại hội công đoàn đã bầu chọn bà lên làm Chủ tịch Hiệp hội Thuyền viên Na Uy (NSU) vào năm 2006 và tái đắc cử vào năm 2010. Smith là nữ chủ tịch đầu tiên của Hiệp hội này và là người trẻ nhất từ trước đến nay khi được bầu lần đầu tiên vào năm 2006.
Smith quyết định không tái ứng cử vào năm 2014. Sau khi rời khỏi NSU, bà vẫn tiếp tục làm việc cho công đoàn quốc tế bằng cách đảm nhận chức vụ Điều phối viên Hàng hải thuộc Liên đoàn Công nhân Vận tải Quốc tế (ITF) có trụ sở chính đặt tại Luân Đôn.